# Gymnophiura
Gymnophiura is een geslacht van slangsterren uit de familie Ophiuridae. De wetenschappelijke naam van het geslacht werd in 1899 voorgesteld door Christian Frederik Lütken & Theodor Mortensen.

## Soorten
- Gymnophiura chuni Hertz, 1927
- Gymnophiura concava Tommasi, 1976
- Gymnophiura mollis Lütken & Mortensen, 1899